# Carex bonanzensis
Espèce
Classification phylogénétique
Carex bonanzensis est une espèce de plantes du genre Carex et de la famille des Cyperaceae.